# Monastère de Dryanovo

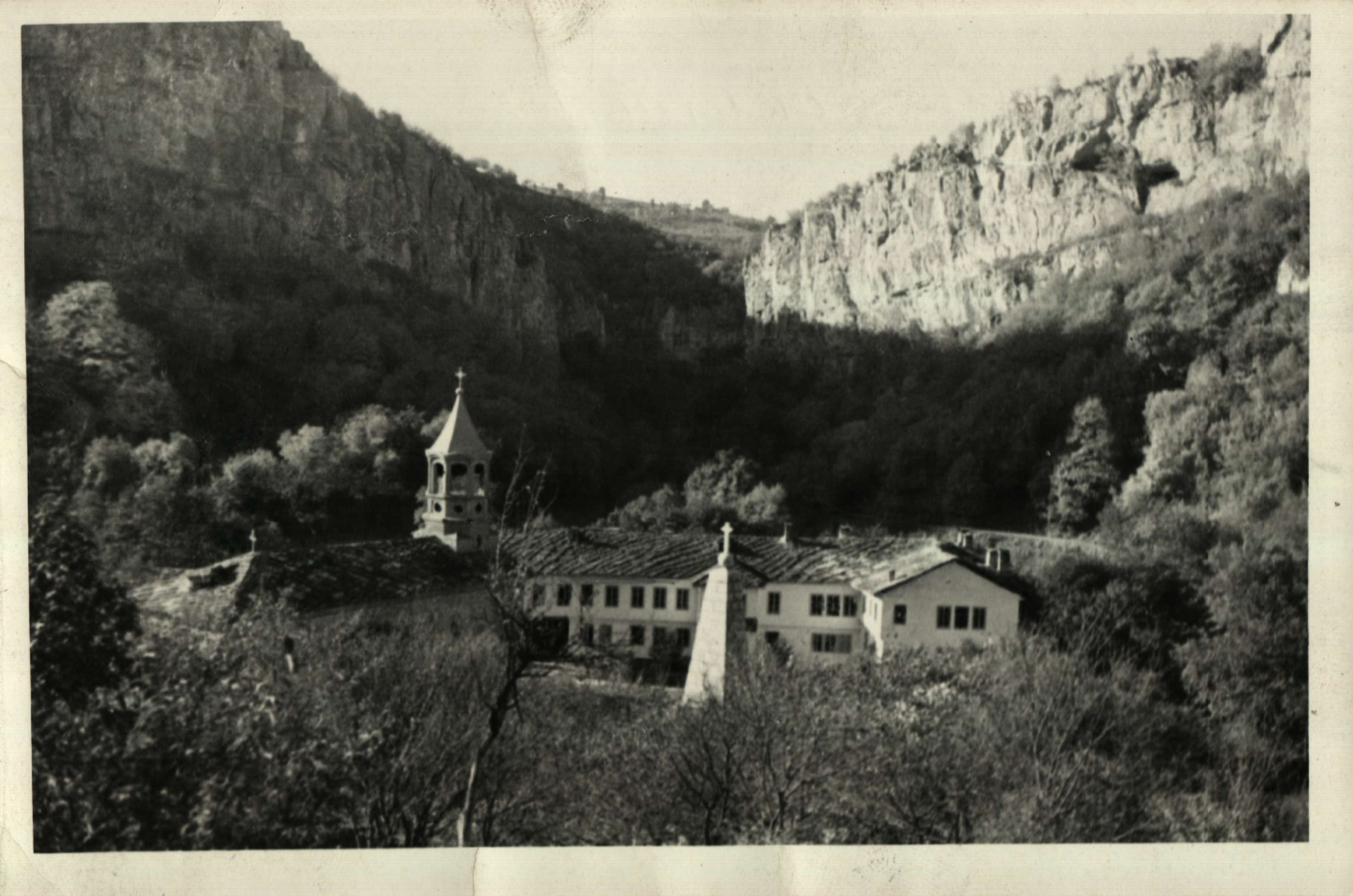
XXe siècle

Le monastère de Dryanovo Archange Saint Michel  (en bulgare : Дряновски манастир, Dryanovski manastir) a été fondé au XIIIe siècle, sous le règne du roi bulgare Kaloyan (1168 – 1207).
Ce monastère est particulièrement lié aux luttes du peuple bulgare pour la liberté nationale.